# Wilhelm Greiffenhagen
Thomas Wilhelm Greiffenhagen (* 7. Novemberjul. / 19. November 1821greg. in Archangelsk, Russisches Kaiserreich; † 16. Dezemberjul. / 28. Dezember 1890greg. in Reval, Estland) war ein deutschbaltischer Politiker und Journalist.

## Frühe Jahre
Wilhelm Greiffenhagen, der Sohn eines Bankbeamten, studierte von 1841 bis 1854 Rechtswissenschaft an den Universitäten in Dorpat, Heidelberg und Bonn. Während seines Studiums wurde er 1843 Mitglied der Burschenschaft Fridericia Bonn.

## Journalismus und Politiker
1860 gründete Greiffenhagen zusammen mit Nikolai Friedrich Russow in Reval (Tallinn) die Revalsche Zeitung. Sie war die erste politische Tageszeitung des Landes. Von 1864 bis 1867 war Wilhelm Greiffenhagen ihr Chefredakteur. Er hatte wesentlichen Einfluss auf die Politik im Estland der damaligen Zeit. Insbesondere forderte er eine stärkere politische Teilhabe der estnischen Bauern an der politischen Willensbildung und stellte sich damit gegen einflussreiche Kreise der Estländischen Ritterschaft.
Von Juni 1883 bis August 1885 war Greiffenhagen Bürgermeister der estländischen Hauptstadt Reval. Wegen seines Widerstands gegen die Russifizierung Estlands wurde er 1885 auf Anweisung von Zar Alexander III. aus seinem Amt entfernt.
Wilhelm Greiffenhagen war Mitglied der Ehstländischen Literärischen Gesellschaft (Eestimaa Kirjanduse Ühing) und Ehrenmitglied der Gelehrten Estnischen Gesellschaft (Õpetatud Eesti Selts).

## Privatleben
Wilhelm Greiffenhagen war der Vater des deutschbaltischen Historikers und Archivars Otto Greiffenhagen (1871–1938).